# Cristala Constantinides
María Cristala Constantinides Rosado (Ilo, 6 de marzo de 1944) es una política peruana. Fue la primera presidenta del Gobierno Regional de Moquegua de 2003 a 2006 y alcaldesa de la provincia Mariscal Nieto en 2 ocasiones.

## Biografía
Nació en el distrito de Ilo, ubicado en Moquegua, el 6 de marzo de 1944. Es hija de Miguel Constantinides Elías y de María Rosado Durand.
Cursó sus estudios primarios en el Colegio Primario N° 979 y los secundarios en el Colegio Santa Fortunata, ambos de la ciudad de Moquegua. Entre 1962 y 1967 cursó estudios superiores de servicio social en la Facultad de Letras de la Universidad Nacional Mayor de San Marcos en la ciudad de Lima.

## Carrera política
Incursionó en la política como militante de Izquierda Unida.
En 1980, postuló a la alcaldía de la provincia de Mariscal Nieto y logró ser elegida para el periodo 1981-1983. Intentó ser reelegida en el cargo, sin embargo, no tuvo éxito.
En las elecciones de 1985, postuló a la Cámara de Diputados por la lista de Moquegua de Izquierda Unida y logró ser elegida, obteniendo 16,545 votos, para el periodo parlamentario 1985-1990. Formó parte de la oposición al primer gobierno del expresidente Alan García.
Culminando su gestión, Constantinides intentó ser senadora en 1990 sin éxito y en 1995 fue nuevamente elegida como alcaldesa de la provincia Mariscal Nieto para el periodo 1996-1998. Posteriormente, Constantinides decide afiliarse al partido Somos Perú de Alberto Andrade y en 1998 postuló nuevamente a la reelección donde no tuvo éxito tras el triunfo de Dante Zubia de Vamos Vecino, quien obtuvo la alcaldía debido a los fraudes manejados por Vladimiro Montesinos en el Servicio de Inteligencia Nacional.
En las elecciones regionales del año 2002, postuló a la presidencia del Gobierno Regional de Moquegua por Somos Perú y logró ser elegida como presidenta regional para el periodo 2003-2006
Postuló nuevamente en las elecciones del 2006 y como vicepresidenta en las elecciones del 2010.
Fue vicepresidenta de Somos Perú entre 2004 y 2008. Renunció al partido en el 2014.